# Операція «Боденплатте»
Операція «Боденплатте» (нім. Unternehmen Bodenplatte [ˈboːdn̩ˌplatə]; "Опорна плита") — повітряна наступальна операція повітряних сил Третього Рейху з метою знищення літаків союзної авіації на аеродромах визволених країн Західної Європи та завоювання панування в повітрі в контексті застійної стадії битви в Арденнах.

## Зміст
Головною ціллю була спроба максимально утворити сприятливі умови для відновлення замисленого наступу німецької армії та Ваффен-СС на території Бельгії та Люксембургу. Спочатку операція планувалася на 16 грудня 1944 року, але була кілька разів відкладена через погані погодні умови. Початок масованого удару німецької авіації по ВПС союзників затягнувся аж до Нового року, в перший день, коли виявилися сприятливі умови для реалізації повітряного наступу.
Рівень таємності під час підготовки німців до операції був настільки високий, що не усі німецькі підрозділи сухопутних та військово-морських сил були проінформовані про запланований повітряний наступ, через що деякі підрозділи Люфтваффе зазнали втрат від дружнього вогню. Британська розвідка, зокрема радіоперехоплення криптографів «Ultra» зафіксували значні зосередження та передислокацію німецьких військово-повітряних сил у регіоні, але своєчасно не дійшли до висновку з якою ціллю; коли стало ясно, операція була вже неминуча.
Новорічний напад був спрямований проти грізного повітряного контингенту об'єднаних Королівських ВПС і ВПС армії США — в основному проти винищувачів і винищувачів-бомбардувальників. Військові літаки британської 2-ї армії тактичної авіації та 9-ї повітряної армії США, були розташовані на 11 передових аеродромах у Бельгії, п'яти в Нідерландах і одному у Франції. Британці мали авіаційну групу No 83 у складі восьми крил (яка відповідно мала 14 ескадрилей «Спітфайер», 11 «Тайфунів» і п'ять «Темпест»), та авіаційну групу No 84 з шістьма крилами (22 ескадрильї в основному «Спітфайери» і «Тайфуни»). Ціллю також була авіаційна група No 2 з одним крилом середніх бомбардувальників B-25 «Мітчелл» і розвідувальним крилом літаків «Спітфайер», «Москито» та «Веллінгон». Американці мали десять винищувальних груп (дев'ять з Р-47 «Тандерболт», і один з P-51 «Мустанг») (зі складу 8-ї повітряної армії) і одна розвідувальна авіаційна група на F-5 «Лайтнінг».
Проведена німецькими Люфтваффе операція досягла значного тактичного успіху, саме завдяки раптовості, прихованості її підготовки та масованості завданих ударів. Але у цілому, запланована мета не була досягнута. Німці втратили багато власних бойових літаків, які не змогли відновити їх чисельність Водночас, союзники, що мали значні втрати від ударів німецької авіації по їх аеродромах та у повітряних боях, швидко перекрили свої втрати, зазнані в ході боїв, протягом тижня. Льотні екіпажі союзників мали невеликі втрати, тому що більшість втрат союзників складали порожні літаки, які стояли на майданчиках аеродромів на землі. Німці, однак, втратили багатьох своїх фахових пілотів-винищувачів, котрі вони не могли легко замінити.
Проаналізувавши результати повітряного наступу Люфтваффе, англо-американців дійшли висновку, що тільки 11 з 34 авіаційних груп супротивника здійснили удари по їх інфраструктурі вчасно та з елементами раптовості. На їх думку, головна мета цієї операції досягнута не була — німці не змогли здобути панування в повітрі, навіть тимчасового. У той же час, німецькі наземні сили зазнавали великих втрат від ударів з повітря союзною авіацією.
Операція «Боденплатте» стала останньою масштабною стратегічною наступальною повітряною операцією Люфтваффе за часів Другої світової війни.

## Контекст
Для того, щоб зупинити просування союзників у Європі, Гітлер вирішив провести восени 1944 року наземну контратаку в Арденах. Через те що підтримка Люфтваффе є важливою для нього, він наказав 16 вересня генерал-лейтенанту Вернеру Крейпе планувати повітряні операції. 21 жовтня Крейп запитав у Reich Luftflotte передачу шести-семи винищувальних ескадрилей та однієї наземної атаки у Luftwaffenkommando West. 14 листопада Герман Гьорінг наказав II. Fliegerkorps, підсиленої 3-ю Jagddivision та SG 4 підготувати свої підрозділи до великої масштабної атаки на заході. Підготовка повинна бути завершена 27 листопада, а напад повинен був здійснюватися в перший день наступання.

## Організація

### Планування
Luftwaffenkommando West об'єднує всі зацікавлені підрозділи (за винятком JG 300 та 301) для планування Flamersfeld 5 грудня. На чолі II. Fliegerkorps понад місяць молодий генерал-майор Дітріх Пельц, який 14 грудня офіційно розпочинає плани нападу. Колишній пілот Stuka, а потім звичайного бомбардувальника, Пельц був експертом у наземній атаці та ідеальним кандидатом для планування операції. 15 грудня план був розпочатий за допомогою відповідальних Люфтваффе на Західному фронті, серед них Готтхард Хендрік на чолі винищувальної авіації в секторі Середнього Рейну, а також Вальтер Грабманн та Карл Хентшель командуючі відповідно 3-ї та 5-ї Jagdivision . Частина або весь одинадцятий Jagdgeschwader, а також SG 4 склали основне угрупування атаки, до якого були прив'язані елементи Nachtjagd.
Однак погана погода в середині грудні не дозволила, за рідкісним виняткам, виконувати повітряні місії. Королівські ВПС та ВПС США не змогли підтримати свої сухопутні сили, так само як Люфтваффе не змогло здійснити заплановану операцію. Ці випадковості постійно відкладали її реалізацію, яка ледве не була просто скасована. У той час німецька армія втратила свій порив перед опором союзників, які скористалися хорощою погодою в кінці року, щоб діяти з повітря. Потім Wehrmacht намагався контратакувати, розпочавши операцію Northwind, заплановану на 31 грудня 1944 року, і Боденплатте була нарешті підтверджена наступного дня 1 січня 1945 року. Цей випадок календаря дозволив німцям розраховувати на "святковий дух" союзників і можливу відсутність пильності з їхньої сторони · .

### Порядок операції
План був простий: атакувати рано вранці з близької відстані п'ятнадцять авіабаз союзників у Бельгії, Нідерландах і Франції, щоб паралізувати якомога більше літаків, ангарів і злітно-посадкових смуг. Основні сили складалися з Bf 109 і Fw 190. Підрозділи нічних винищувачів, оснащені Ju 88, діяли як розвідники. При цьому інші винищувачі, оснащені камерами, супроводжували кожне формування для фотозйомки. Нарешті, глобальна розвідувальна місія, виконувана реактивними літаками Me 262 і Ar 234, мала оцінити пошкодження та, якщо можливо, прикрити відступ поршневих винищувачів на їхньому зворотному шляху.

### Кодові імена
Після нальоту союзники знайшли кілька бортових журналів збитих німецьких літаків. В одному з них було написано «Auftrag Hermann 1.1. 1945, Zeit: 9.20 Uhr», що змусило союзників подумати, що операція була названа «Герман» на честь Германа Герінга. Операція передбачала використання п’яти інших різних кодів:
- Varus: вказує на те, що операцію підтверджено та вона відбудеться протягом 24 годин
- Teutonicus: дозвіл інструктувати пілотів і підготувати озброєння та літаки готові до зльоту
- Hermann: називає точну дату і час нападу
- Dorothea: вказує на затримку атаки
- Spätlese: скасування атаки після зльоту строю

### Німецькі недоліки
Операція одразу мала серйозні недоліки. Планувальники встановили маршрути польоту над найбільш захищеними районами Європи, включаючи зону запуску V2 навколо Гааги. Ці об’єкти захищали численні підрозділи зенітної оборони. У 1944 році Західне повітряне командування мало 267 важких батарей і 277 середніх або легких батарей, а також 100 батарей Kriegsmarine вздовж голландського узбережжя. Більшість із них були розташовані в секторі 16-ї дивізії AAA, з диспетчерською станцією в Дутінхемі, 24 км на північний схід від Арнема. Деякі зенітні підрозділи були попереджені про операцію, але не були поінформовані про дату чи план польоту німецьких формувань. Як наслідок, літаки неминуче ставали жертвами дружнього вогню, перш ніж розпочинали атаку.
Ще однією проблемою в цей час була підготовка німецьких пілотів. Після п’яти років війни та втрати багатьох ветеранів багато пілотів Люфтваффе були недосвідченими та погано навченими, не вміли ефективно стріляти і пілотувати. Не вистачало досвідчених інструкторів, і багато навчальних підрозділів були змушені літати поблизу оперативних підрозділів, щоб їх посилити. Таким чином, молоді пілоти, які проходили навчання, опинялися під вогнем далекобійних винищувачів союзників і мали небагато місць для польоту без нападів. Дефіцит палива також змушував літати високо та повільно, щоб заощадити дорогоцінну рідину, і таким чином наражати себе на снаряди ППО.
Операція, очевидно, вимагала військової таємниці та радіомовчання, щоб гарантувати несподіванку. Карти були наполовину заповнені, вказували лише цілі, без нанесення маршрутів польотів чи пунктів відправлення на випадок, якщо документи потраплять до рук ворога. Більшість командирів також відмовлялися інформувати своїх пілотів раніше, ніж за кілька годин до зльоту, що ще більше додавало плутанини. Було повідомлено лише найсуттєвіше з плану. Коли почалася операція, деякі пілоти не розуміли, для чого вона потрібна або що від них просто вимагається · . Вони були переконані, що просто здійснять силовий перехід через фронт, заспокоюючи себе, що їм доведеться лише слідувати за своїми лідерами протягом усього польоту.
«З грандіозною безвідповідальністю Герінг мобілізував майже тисячу літаків для наземної підтримки. Ці спроби справити враження на Гітлера призвели до знищення Люфтваффе як ефективної сили та забезпечили союзникам майже повне панування в повітрі.»
— А. Бівор, op. cit., 2002, стор. 4.

### Провал розвідки союзників
Зі свого боку, розвідувальні служби союзників не змогли виявити німецькі наміри. Проте кілька вказівок випливають із того, що готувалося в транскрипціях Ultra. Так, 4 грудня 1944 року було виявлено, що II Jagdkorps накопичує навігаційні засоби, такі як димові бомби та сигнальні ракети, з наказом використати їх у відповідний термін для операції, яка триватиме годину. Через вісім днів Ultra виявила, що Ju 88 мали використовувати ракети для керування формуваннями винищувачів. Подібний наказ надійшов наступного дня, і розвідка логічно дійшла висновку, що ці інструкції стосуються місії наземної підтримки, не надавши додаткових деталей щодо назви цілі. 21 грудня було перехоплено повідомлення від 3-ї Jagddivision, яке підтверджувало, що місця аварійної посадки під час «спеціального зльоту» залишилися незмінними, тоді як інше повідомлення наступного дня показало, що кілька Gruppen здійснюють атаки на низькій висоті. Ці попереджувальні сигнали тривали до 31 грудня, даючи чіткий сигнал про те, що щось відбувається. Щоразу, однак, спецслужби не повідомляли про їх спостереження.

## Хід подій
Основні сили, приблизно 824 винищувачів в оточенні 33 літаків, оснащених камерами, вступили в бойові дії близько 8 години ранку, хоча деяким довелося повернутися на базу через технічні проблеми. Потім формування попрямувало до десяти баз союзників під керівництвом 44 нічних винищувачів. 28 літаків вирушили через годину, головним чином для спостереження за результатами операції, які загалом були неоднозначними. Якщо на певних об’єктах це був великий успіх, то в інших місцях напад закінчувався незначними втратами, а то й кривавим провалом для агресора та великими людськими жертвами. Подробиці операції наведено нижче.

### Битва в зімкнутих бойових порядках біля Гента (JG 1)
JG 1 «Oesau» з моменту створення воювавла виключно на західноєвропейському фронті. Ледве реорганізована після втрати менш ніж тижнем раніше 39 пілотів, у тому числі кількох великих асів, ескадрилія підсилена розвідувальним NAGr 1, їй було доручено атакувати три аеродроми в Бельгії поблизу Гента: Малдегем, Урсель і Сен-Дені-Вестрем. Розташовані на осі північ-південний схід, два з цих аеродромів мають кілька підрозділів Supermarine Spitfire, але на аеродромі в Урселі розміщено лише кілька недіючих літаків.
Коммодор підрозділу, оберстлейтенант Герберт Ілефельд, першим вилетів з Твенте о 8:12 ранку, до нього приєдналися 22 Fw 190 з I./JG 1. В одного з пілотів групи виникли проблеми з двигуном, і його затримка змушує його приєднатися до II./JG 1. III./JG 1 піднялася в повітря близько 8 години ранку, а дюжина Bf 109 уважно стежила за I. Gruppe, усіма керували три Ju 88 з NJG. У той же час 36 Fw 190 з II./JG 1 по черзі злетіли під керівництвом Ju 88 і відправилися в Сен-Дені-Вестрем, де Spitfire польських ескадрилій знаходилися в повітрі для виконання тактичної місії. I. і III./JG 1 перетнули північ Нідерландів і опинилися під вогнем зенітох, а потім і берегових батарей, не попереджених про операцію. Чотири Fw 190 було збито, включно з Гербертом Ілефельдом, який єдиний вижив. Два Ju 88, які йшли попереду III./JG 1, також спіткали таку ж долю, що спричинило загибель одного екіпажу та поранення трьох в іншому, у тому числі одного смертельно.
Через збіг траєкторій і радіомовчання деякі FW 190 I./JG 1, включно з Kommandeur, випадково відхилилися в напрямку Сен-Дені-Вестрем. Останній опинився в прицілі польського Spitfire, який його збив, а двоє нападників впали по черзі; інші FW 190 вийшли з бою та полетіли зворотним шляхом. Решта I./JG 1, як і їхні товариші з III./JG 1, прибули до аеродрому Малдегема і обстріляли з кулеметів парк винищувачів, незважаючи на незручності, спричинені димом. Вони мали майже повну свободу, щоб перетворити аеродром на попелище, і лише один Bf 109 не повернувся під час атаки. Але втрати для німців могли бути набагато важчими, якби протиповітряна оборона не була знята в грудні.
Лише кілька Fw 190 з 4./JG 1 попрямували далі на південь до Урсела та втратили один Fw 190 через вогонь з землі, перш ніж досягнули цілі. Пілот був захоплений в полон, і отримав серйозні поранення. Нападники, що залишилися, розстріляли кілька літаків, які стояли там, перед відправленням назад, зворотним рейсом далеко від синекури, тому що I. і III./JG 1 все ще залишили кілька літаків позаду, в основному через стрілянину.
О 9:30 ранку II./JG 1 у супроводі відстаючого Fw 190 I. Gruppe атакувала Сен-Дені-Вестрем і без опору розбила велику кількість літаків на землі. Попереджені по радіо, польські 308 і 317 ескадрилії, що поверталися зі своєї місії, натрапили на німців у бою, і вступили в жорстокий повітряний бій. Атакуючи з більшої висоти, поляки мали перевагу, але декому довелося здійснити вимушену посадку, коли їхні баки спустошилися, не без того, щоб збити 8 Fw 190 і, ймовірно, 3 інших. Після попередження 40-мм гармати Bofors почали діяти і знищили ще два Fw 190 під час повернення.
Розлючений Герберт Ілефельд, який повернувся з парашутом під пахвою, сам збитий власним зенітним снарядом ще до початку місії. Бойові звіти Bf 109 NAGr 1, а потім порівняння з британськими цифрами повідомляють про 15 Spitfire, знищених на землі в Малдегемі. Чотири літаки, дислоковані в Урселі, також були знищені, як і 28 одномоторних і 4 чотиримоторних літаки в Сен-Дені-Вестрем, на додаток до 8 перемог, заявлених під час повітряних боїв. Натомість JG 1 втратила 29 літаків і 24 пілоти, у тому числі 8 полонених.

### Недосяжна ціль (JG 2 & SG 4)
Славетна JG 2 «Richthofen» воює на Заході з 1939 року. Тим не менш, у неї є багато останніх моделей винищувачів Fw 190D Dora і Bf 109K-4, незважаючи на те, що місцевість регулярно бомбардується союзниками. Її роль полягала в супроводі SG 4, оснащеної Fw 190F, нещодавно розгорнутими в Бастоні. Обидва загони, якими командували два ветерани з високими нагородами, оберстлейтенант Курт Бюліген і оберст Альфред Друшель, мали завдання завдати удару по авіабазі Сент-Трейден.
JG 2 злетіла з трьох аеродромів між 8 ранку та 8:30 ранку, тобто 3 Fw 190 з Stab, 33 з I./JG 2, 20 Bf 109 з II. Gruppe та ще 28 Fw 190 з III./JG 2, один пілот якої отримав поранення в результаті аварії свого літака під час зльоту, а інший загинув невдовзі після серйозного пошкодження двигуна. З невідомих причин сам Бюліген не брав участі в місії. Два Ju 88 з NJG 101 і один з NJG 4 забезпечували частину навігації, але останній був збитий при поверненні P-47 з 50-ї винищувальної групи (екіпаж загинув). Невдовзі після 09:00 ескадрилія підлетіла до лінії фронту навколо Мальмеді та була зустрінута інтенсивним зенітним вогнем союзників, причому на цій території велися наземні бої та вона була постійною ціллю літаючих бомб V1. Перша, хто заплатила ціну, була I./JG 2, яка втратила десять літаків за кілька хвилин і стільки ж із III./JG 2, на додаток до Fw 190 з Stab, який супроводжував її. Більш віддалена від центру, II./JG 2 зазнала менших жертв від «легшого» вогню, що все одно призвело до кількох втрат, включаючи полон Kommandeur.
Повністю дезорганізовані, винищувачі все ще намагалися атакувати Сент-Трейден, але помилково націлилися на аеродроми Аша і Оховена. Деякі літаки Fw 190 і Bf 109 здійснили обстріли літаків на землі. Вигнані Mustang, німці більше не затримувалися в цьому районі, і хоча вони зазнали лише двох втрат під час самої атаки, ППО збільшила жертви, убивши близько десяти нападників на шляху назад. Fw 190D також став жертвою Spitfire. Зрештою, JG 2 втратила 43 з 84 літаків, які брали участь у бойових діях, і 33 пілоти (21 убитий або пропав безвісти та 12 захоплені в полон), більшість із них були збиті ППО, перш ніж вони змогли досягти цілі. Її результати щодо Аша та Оховена залишаються невідомими.
Місія SG 4 також була катастрофою. Stab і три групи, тобто 40 Fw 190F, з’єдналися в польоті близько 9 години ранку. Чотири літаки з III./SG 4 відмовилися стартувати через холод, а два інших перервали місію незабаром після зльоту, причому один з пілотів навіть здійснив посадку на низ фюзеляжу. Під час фази перегрупування винищувачі відрізали шлях тим з JG 11, які розбили формування. Деякі пілоти приєдналися до останнього, але різні групи не змогли відновити свою згуртованість і вирішили повернутися на їхню землю. Лише коммодор Друшель продовжив разом із п’ятьма іншими пілотами з III./SG 4, які втратили зв’язок зі своїм лідером.
Решта літаків перетнули фронт біля Хюртгенського лісу близько 9:10 ранку та були зустрінуті американськими батареями ППО поблизу Екс-ла-Шапель. 40-мм гармати збили три літаки, убивши двох (включаючи самого Друшеля) і одного полонивши, і пошкодили четвертий літак, якому вдалося досягти своєї бази. З трьох Fw 190, які приєдналися до JG 11, один також був втрачений поблизу Ахена, але два інших продовжили місію та доставили свої ракети на базу Аш. Під час атаки P-47  366-ї винищувальної групи один з нападників був збитий, а інший зміг повернутися. Два Me 109G з NAGr 1, відповідальні за зйомку операції, також повернулися, не уникнувши обстрілу, що йшов з землі.

### Німецький рейд на Ейдховен (JG 3)
Незважаючи на те, що JG 3 "Udet" здійснила свої основні подвиги в СРСР, вона все-таки відзначилася у захисті Рейху з вересня 1943 року, але заплатила за це високу ціну багатьох асів. Під командуванням майора Генріха Бера, приватна ескадра його II. групи в  реконструкції, тепер мала за ціль базу Ейндховена, зайняту британськими ескадрами винищувачів.
О 8:22 ранку 19 FW 190 IV./JG 3 вирушили першими, а потім 15 BF 109 з III./JG 3, до якої приєдналися три Focke-Wulf з Stab, один з яких повернувся через проблему з електрикою. 22 BF 109G I./JG 3 злетіли по черзі, але один з його керівників ескадрилії також повинен був повернутися через проблеми з двигуном. Майор Бер полетів останнім на своєму більш швидкому FW 190D і виконав всю місію самостійно, а інші 59 літаків очолили три JU 88 з NJG 101.
Діставшись до лінії фронту без інцидентів близько 9:00, JU 88 покинули формування, покинувши JG 3 летіти самостійно до Ейндховена, де деякі англійські літаки злетіли на щоденні місії. Через чверть години Staffelkapitän 10./JG 3 зачепив лінію електропередач, і ME 109 і його пілот розбилися, а унтер-офіцер І. Gruppe випригнув із парашутом незадовго до прибуття на ціль, поцілений ППО.
Майор Бер полетів на повній швидкості на Ейндховен і підбив два Typhoons, що злітали. Решта JG 3 досі відносно збережена, швидко послідувала в повному складі. Діючи методично, німці обстрілювали літаки, розміщені на землі, і знищили або пошкодили добру частину повітряного парку. Напад тривав більше 20 хв, проміжок часу, який також дозволив британським силам відповісти з землі, так із повітря. JG 3, таким чином, залишила на місці десяток літаків. Повідомлялося також про зіткнення в повітрі. Пілот з IV./JG 3 - який втратив контакт зі своїми товаришами - атакував Волкель помилково, перш ніж його збив Tempest.
І навпаки, I./JG 6, яка спочатку мала атакувати Волкель, насправді попрямувала до Ейндховена, вже під вогнем, і завдала серйозної шкоди. Для JG 3 не вистачає боєприпасів, настав час повернутися, але дим, що піднявся із землі перешкодив деяким пілотам вийти з бойової зони. Щонайменше чотири винищувачі підрозділу впали з різних причин на зворотному шляху.
Атака на Ейндховен JG 3 та частини JG 6, безумовно, була однією з найуспішніших в операції Боденплатте. Якщо ангари та доріжка були відносно не пошкоджені, зовсім інше для літаків, розміщених на землі. Британська база повідомила про зруйнування 44 літаків, і пошкодження 60 , 15 чоловіків загинули та понад 40 поранених. Wing канадського Typhoon, а також Wing розвідки були особливо пошкоджені. JG 3 також оголосила про 9 повітряних перемог. Її власні втрати - 15 літаків і три пошкоджені, 9 загиблих та 6 захоплених в полон.

## Відео
- WW2: Operation Bodenplatte — анімаційна версія операції «Боденплатте»
- Operation Bodenplatte: Virtual Reenactment 64 Years After the Real Mission — анімаційна версія операції «Боденплатте»